# جبران ریسک

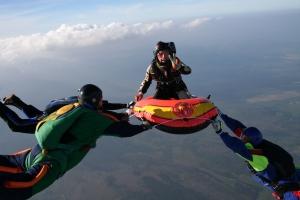
قانون دوم چتربازی بیل بوث بیان می‌کند که «هرچه تجهیزات چتربازی ایمن‌تر شود، چتربازان خطر بیشتری را می‌پذریند تا میزان مرگ و میر ثابت بماند».

جبران ریسک یا جبران خطر نظریه‌ای است که بیان می‌کند افراد معمولاً رفتار خود را متناسب با سطوح خطر درک‌شده تنظیم می‌کنند، در جایی که خطر بیشتری را احساس می‌کنند بیشتر مراقب هستند و اگر احساس محافظت بیشتری داشته باشند کمتر مراقب هستند. اگرچه اثر جبران ریسک معمولاً در مقایسه با نوآوری‌های ایمنی کوچک است، اما این اثر می‌تواند منجر به کاهش مزایای نوآوری‌ها یا حتی افزایش سطح خطرات شود.
به عنوان مثال، مشاهده شده‌است که رانندگان خودروهای مجهز به ترمز ضد قفل، به وسیلهٔ نقلیهٔ جلویی نزدیک‌تر شده‌اند. همچنین شواهدی وجود دارد که نشان می‌دهد پدیدهٔ جبران خطر می‌تواند شکست برنامه‌های توزیع کاندوم را برای معکوس کردن شیوع HIV توضیح دهد و اینکه کاندوم‌ها ممکن است مانع از مهار بیماری شوند چراکه افراد حاضر می‌شوند ریسک رابطهٔ جنسی پرخطر با و بدون کاندوم را بپذیرند.
در مقابل، فضای مشترک یک روش طراحی خیابان شهری است که سعی دارد به صورت آگاهانه سطح ریسک پذیرفته‌شده و عدم اطمینان را افزایش دهد، به طوری که همراه با کاهش ترافیک، شاهد کاهش تعداد مصدومیت‌های جدی باشیم.
جبران خطر به اصطلاحِ عام‌تر سازگاریِ رفتاری مرتبط است. سازگاری رفتاری، همهٔ تغییراتِ رفتاری در پاسخ به اقدامات ایمنی را شامل می‌شود، خواه جبرانی باشند یا غیرجبرانی. با این حال، از آنجایی که محققان در درجهٔ اول به رفتار انطباقی جبرانی یا منفی علاقه دارند، این اصطلاحات گاهی به جای یکدیگر استفاده می‌شوند. نسخهٔ جدیدتری از نظریهٔ جبران خطر در پیِ تحقیقات در زمینهٔ ایمنی جاده‌ها مطرح شد که طی این تحقیقات ادعا شد بسیاری از مداخلات انجام‌شده در این زمینه نتوانسته‌اند به مزایای مورد انتظار دست یابند. پس از آن این نظریه در بسیاری از زمینه‌های دیگر مورد بررسی قرار گرفته‌است.

### اثر پلتزمن
کاهش سود پیش‌بینی‌شده از مقرراتی که قصد افزایش ایمنی را دارند، گاهی اوقات به عنوان اثر پلتزمن شناخته می‌شود. این نام‌گذاری به یاد سام پلتزمن استاد اقتصاد دانشگاه شیکاگو است. پلتزمن مقالهٔ «اثرات مقررات ایمنی خودرو» را در سال ۱۹۷۵ در مجله اقتصاد سیاسی  منتشر کرد. او در این مقاله این ایدهٔ بحث‌برانگیز را پیشنهاد کرد که «اثرات جبرانی (به دلیل جبران خطر) تقریباً کامل هستند، به طوری که مقررات باعث کاهش مرگ و میر در بزرگراه‌ها نشده‌است.» پلتزمن ادعا کرد که این نظریه را در دهه ۱۹۷۰ ایجاد کرده‌است، اما از آن برای مخالفت با الزامات تجهیزات ایمنی در قطارها در قرن نوزدهم استفاده شد. تجزیه و تحلیل مجدد داده‌های اصلی او، خطاهایِ متعددی پیدا کرد و مدل او نتوانست نرخ مرگ و میر قبل از اعمال مقررات را پیش‌بینی کند. به گفته پلتزمن، مقررات در بهترین حالت بی‌فایده هستند و در بدترین حالت معکوس عمل می‌کنند. پلتزمن دریافت که سطح جبران خطر در پاسخ به مقررات ایمنی بزرگراه در مطالعه اولیه کامل بود. اما «نظریه پلتزمن میزان رفتار جبرانی ریسک را پیش‌بینی نمی‌کند». کار تجربی بیشتر نشان می‌دهد که این اثر در بسیاری از زمینه‌ها وجود دارد، اما عموماً کمتر از نیمی از تأثیر مستقیم را جبران می‌کند. در ایالات متحده، سرانهٔ تلفات ناشی از وسایل نقلیه موتوری پس از آغاز مقررات در دهه ۱۹۶۰ تا ۲۰۱۲ بیش از پنجاه درصد کاهش یافت. استانداردهای ایمنی وسایل نقلیه بیشترین تأثیر را در این کاهش داشتند و پس از آن قوانین استفاده از کمربند ایمنی، تغییرات در حداقل سن نوشیدن و کاهش در رانندگی نوجوانان جای گرفتند.

### هموستازی خطر
هموستازی ریسک، یک فرضیهٔ بحث‌برانگیز است که ابتدا در سال ۱۹۸۲ توسط جرالد جی اس وایلد، استاد دانشگاه کوئینز در کانادا ارائه شد، که بیان می‌کند افراد سعی دارند با مقایسهٔ هزینه‌ها و منافع مورد انتظار از رفتار ایمن‌تر و پرخطرتر، منافع خود را به حداکثر برسانند. این فرضیه به معرفیِ ایدهٔ سطح هدف ریسک منجر شد. وایلد چهار مؤلفه را برای محاسبات شخصی ریسک پیشنهاد کرد:
- مزایای مورد انتظار از رفتار پرخطر (به عنوان مثال، به دست آوردن زمان با سرعت، مبارزه با کسالت، افزایش تحرک)
- هزینه‌های مورد انتظار رفتار پرخطر (به عنوان مثال، جریمهٔ سرعت، تعمیر خودرو، هزینه‌های اضافی بیمه)
- مزایای مورد انتظار رفتار ایمن (به عنوان مثال، تخفیف بیمه برای دوره‌های بدون حادثه، افزایش شهرت مسئولیت‌پذیری)
- هزینه‌های مورد انتظار برای رفتار ایمن (مثلا استفاده از کمربند ایمنی ناخوشایند، ترسو خوانده شدن توسط همسالان، از دست دادن زمان)

وایلد خاطرنشان کرد که زمانی که سوئد در سال ۱۹۶۷ از رانندگی در سمت چپ به رانندگی در سمت راست تغییر کرد، به دنبال آن نرخ مرگ و میر ناشی از ترافیک به مدت ۱۸ ماه کاهش یافت و پس از آن این روند به مقادیر قبلی خود بازگشت. او پیشنهاد کرد که رانندگان با مراقبت بیشتر به خطر افزایش یافته واکنش نشان داده‌اند اما پس از عادت کردن به رژیم جدید به عادت‌های قبلی خود بازگشته‌اند. الگوی مشابهی پس از تغییر رانندگی ایسلند از سمت چپ به راست مشاهده شد.
در یک مطالعه در مونیخ، بخشی از یک ناوگان تاکسی مجهز به ترمز ضد قفل (ABS) بود، در حالی که بقیه دارای سیستم ترمز معمولی بودند. از جهات دیگر، این دو نوع خودرو یکسان بودند. نرخ تصادف، که طی سه سال مطالعه شد، برای کابین‌های دارای ABS کمی بالاتر بود، وایلد به این نتیجه رسید که رانندگان کابین‌های مجهز به ABS خطرات بیشتری را متحمل می‌شوند، با این فرض که ABS از آنها مراقبت می‌کند. گفته می‌شود رانندگان غیرABS با احتیاط بیشتری رانندگی می‌کنند، زیرا در شرایط خطرناک نمی‌توانند به ABS اعتماد کنند.
هموستازی خطر ایده‌ای مورد مناقشه است.